# 美替拉酮
美替拉酮（英語：Metyrapone，也译为甲吡酮，商品名：Metopirone）是一种可逆的类固醇11-β-羟化酶（CYP11B1）抑制剂，可用于诊断肾上腺皮质功能不全，偶尔也用于治疗庫興氏症候群（皮质醇增多症）。